# John Andrew Graefer
John Andrew Graefer (getauft 1. Januar 1746, in Helmstedt, Fürstentum Braunschweig-Wolfenbüttel; † 7. August 1802 in Bronte, Königreich Sizilien), eigentlich Johann Andreas Graefer auch Giovanni Andrea Graefer oder als Graeffer, Græfer oder Gräfer, war ein deutsch-britischer Gärtner und Botaniker. Er war Ende des 18. Jahrhunderts leitender Gärtner des Königs von Neapel und Verfasser mehrerer Florenwerke.

## Herkunft und Ausbildung
Graefer war Sohn des Drechslers Johann Albrecht Graefer. Sein beruflicher Werdegang begann als Lehrling im Medizinischen Garten in Helmstedt. Sein Großvater mütterlicherseits war Gärtner. 1763 ermöglichte ihm Herzog Carl zu Braunschweig-Lüneburg eine Reise nach England zum Zwecke des Studiums von Pflanzen aus der Neuen Welt, die zeitgenössisch als unabdingbar für die Gestaltung der Landschaftsgärten englischen Stils erachtet wurden. Der an Botanik interessierte Graefer kehrte offenbar nicht in seine Heimat zurück und nutzte die Möglichkeiten, die ihm sein Gastland fachlich boten; er wurde 1767 Gärtner in Croome Court. Um 1770 arbeitete er vermutlich mit Lancelot Brown, dem führenden Gestalter englischer Gärten, zusammen. 1776/1777 gelang es Graefer, Teilhaber einer Gärtnerei zu werden.

## Arbeit in Italien
Eine einschneidende Veränderung erfuhr Graefers Leben durch die Empfehlung von Joseph Banks, die ihm die Leitung neu anzulegender Gärten des Königspalastes in Caserta bei Neapel einbrachte. Die Schaffung eines „modernen“ Gartens im landschaftlichen Stil war ein Einfall von William Hamilton, dem es gelang, die Königin Maria Carolina zu diesem für Italien ungewöhnlichen Vorhaben zu bewegen. 1786 übersiedelte Graefer mit seinen Kindern nach Neapel. Die Arbeiten des „Österreichers“ Graefer fanden in den Folgejahren allerdings nicht die gewünschte Anerkennung; Maria Carolina wurde des Projekts bald überdrüssig, das Konzept eines Giardino all’inglese wurde zudem nicht verstanden. Graefer musste Demütigungen und ab 1788 drastische Gehaltskürzungen hinnehmen, um weiterhin als leitender Gärtner für König Ferdinando IV arbeiten zu können. Er wurde dem für die Gesamtgestaltung der von Luigi Vanvitelli entworfenen Schlossanlage von Caserta zuständigen Architekten Carlo Vanvitelli, Luigis Sohn, unterstellt. Graefer gelang die Pflanzung eines Landschaftsgartens, außerdem entstanden ein botanischer und ein Kräutergarten.
Die Arbeiten in Caserta fanden durch politische Unruhen und die Besetzung durch Napoleon ein jähes Ende. Graefer floh mit der Königsfamilie nach Sizilien. Dort war er die kurze Zeit bis zu seinem Tod für Admiral Horatio Nelson in Bronte tätig. Graefers Sohn John (Giovanni) († 1837) setzte die gärtnerische Arbeit seines Vaters fort. Dieser veröffentlichte 1803 die Synopsis plantarum regii viridarii casertani, sein Sohn John (Giovanni) wird öfters mit ihm verwechselt.
Graefer hatte aus zwei Ehen sechs Kinder: John, Charles, George – Giovanni, Carlo, Giorgio – und Caroline; Ferdinando (früh verstorben) und Maria. Außer seiner gärtnerischen und landschaftsgestalterischen Arbeit war er als Botaniker tätig. Er verfasste zwei Florenwerke: A descriptive catalogue of upwards of eleven hundreds species und variations herbaceous and perennial plants wurde 1789 veröffentlicht und erfuhr mehrere Auflagen (4. Ausgabe 1804); die Beschreibung Flora dell’Isola di Capri entstand 1791 und blieb unveröffentlicht. Das Manuskript gilt als verloren.